# Oberon (Australia)
Oberon – miasto w Australii, w stanie Nowa Południowa Walia.